# Mollet del Vallès
Mollet del Vallès – gmina w Hiszpanii, w prowincji Barcelona, w Katalonii, o powierzchni 10,8 km². W 2011 roku gmina liczyła 52 242 mieszkańców.

## Współpraca
- Rivoli, Włochy
- Cinco Pinos, Nikaragua